# قلعة سيد (الريف الشرقي)
قلعة سيد (بالفارسية: قلعه سید) هي منطقة سكنية تقع في إيران في قسم الريف الشرقي الريفي. يقدر عدد سكانها بـ 53 نسمة بحسب إحصاء 2016.